# Pecorino (odrůda révy vinné)

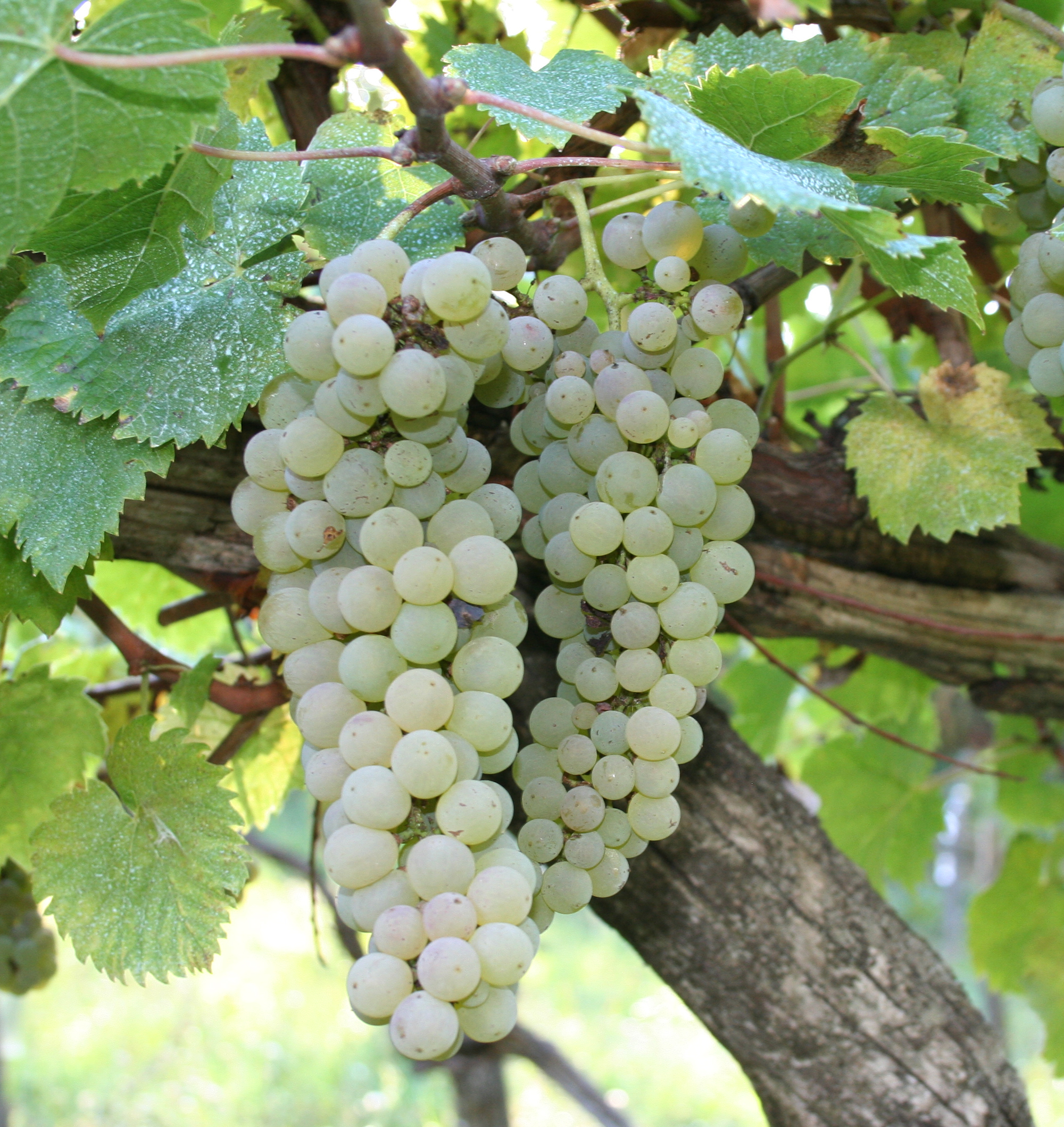
Hrozny odrůdy Pecorino

Pecorino je italská bílá odrůda vinné révy, která roste v italských regionech Marche, Abruzzo, Toskánsko, Umbrie a Lazio. Předpokládá se, že je původem z kraje Marche. Je doloženo pěstování této odrůdy na konci 19. století. Později byla tato odrůda vytlačena modernějšími. V osmdesátých letech 20. století údajně byla známa jediná vinice s touto odrůdou. Koncem dvacátého století získala odrůda opět popularitu a na trhu je více než dvacet vín, z nichž mnohá mají označení DOC (Denominazione di origine controllata) nebo DOCG (Denominazione di origine controllata e garantita).